# 10340 Jostjahn
10340 Jostjahn (1991 RT40) là một tiểu hành tinh vành đai chính được phát hiện ngày 10 tháng 9 năm 1991 bởi F. Borngen ở Tautenburg.